# Мы не можем жить без космоса
«Мы не можем жить без космоса» — российский короткометражный рисованный мультфильм Константина Бронзита. Фильм награжден 87 призами международных фестивалей, из них 12 Гран-При и 3 номинации Гран-при (Ника, Оскар, Golden Eagle Award).
Бюджет мультфильма составил 11,7 млн рублей, из которых 4,8 млн рублей было выделено Министерством Культуры РФ.

## Сюжет
Двое мужчин — известны лишь их номера: 1203 и 1204, — которые дружат с детства, занимаются в центре подготовки космонавтов, выделяясь среди остальных своей выносливостью. № 1203 выбран для полёта, в то время как его друг остаётся резервным космонавтом. Запуск заканчивается катастрофой, и № 1204 впадает в тяжёлую депрессию, из-за чего его исключают из программы подготовки. Придя в его комнату, администрация обнаруживает лишь пустой скафандр и дыру в потолке: № 1204 символически воссоединился с погибшим товарищем.

## Критика
Фильм заслужил высокие отзывы критиков: Лариса Малюкова назвала его среди лучших мультфильмов года, отметив «сдержанный и ясный дизайн», психологическую достоверность отношений и «растворённый в поэзии и метафоре гротеск». Наталия Григорьева обращает внимание на смену комического начала эпизодами с «напряженной, потом отчаянной» интонацией и на «лаконичную и чрезвычайно приятную глазу технику».
Практически все рецензенты видят эволюцию в творчестве Бронзита: от «анимационного анекдота» («Уборная история — любовная история») он переходит к трагикомедии. Дина Годер уловила в финале фильма отголоски «высокой трагедии», где герой следует в иной мир за возлюбленной.
Сразу несколько критиков (Антон Долин, Наталия Григорьева) провели параллели между мультфильмом Бронзита и фильмом Кристофера Нолана «Интерстеллар». По словам Долина, герои обеих картин «теряют представление о любой привычной нам системе координат».

## Съёмочная группа
| режиссёр             | Константин Бронзит                                                                |
| сценарист            | Константин Бронзит                                                                |
| художник-постановщик | Роман Соколов                                                                     |
| аниматоры            | Вера Шиганова, Екатерина Рябкова                                                  |
| монтаж               | Константин Бронзит                                                                |
| продюсеры            | Александр Боярский, Сергей Сельянов                                               |
| композитор           | Валентин Васенков, Георгий Свиридов (Время, вперёд!)                              |
| звукорежиссёр        | Владимир Голоунин                                                                 |
| звукооператоры       | Туйара Тихонова, Евгений Жебчук                                                   |
| Спецэффекты          | Алексей Бойчук                                                                    |
| Монтаж               | Константин Бронзит, Андрей Сальников                                              |
| Отдельная помощь     | Анатолий Прохоров, Дмитрий Высоцкий, Ян Пинкава, Павел Медведев, Дмитрий Яковенко |

## Награды и номинации

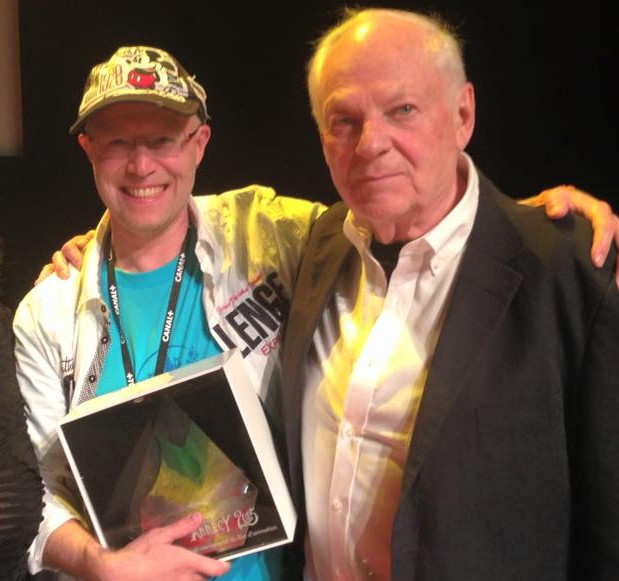
Константин Бронзит и Ричард Уильямс на Международном анимационном фестивале в Анси.

- Диплом жюри на 22-м Российском кинофестивале "Окно в Европу" в Выборге (8-15 августа 2014)

- Приз публики на Международном Анимационном Фестивале в Оттаве (17-21 сентября, 2014, Канада)

- Приз за лучший сценарий и Приз публики за лучший короткометражный фильм на 6-м Международном Фестивале Анимации ANIMAGE' 2014 в Ресифи (16-28 сентября, 2014, Бразилия)

- 1-й приз публики на 8-м Большом фестивале мультфильмов в Москве (1-10 ноября, 2014)

- Приз за лучший фильм в категории от 5 до 24 минут на 38-м международном фестивале анимации CINANIMA в Эшпиньо (11 -16 ноября, 2014, Португалия)

- Гран-При  на  международном фестивале анимации ANIMPACT' 2014  в Сеуле (21-28 ноября, Южная Корея)

- Гран-При на Фестивале ТОКИО АНИМЕ ЭВОРД  2015  в Токио (19-23 марта, Япония)

- Приз публики  на Международном Анимационном Фестивале MONSTRA 2015  в Лиссабоне (12-22 марта, Португалия)  + 7 Призов публики  этого же фестиваля, проходившего также в других 7-ми городах: Порто, Порталегре и др.

- Специальный приз жюри  и Приз публики  на 20-м Открытом российском фестивале анимационного кино в Суздале (18 -12 марта, 2015, Россия)

- Номинация на приз российской киноакадемии "Ника" в категории лучший анимационный фильм 2015 года  (31 марта, 2015, Москва)

- 1-я национальная анимационная премия "Икар". Награды: лучший сценарий, лучший режиссёр, лучший фильм, (8-е апреля 2015, Москва)

- Приз публики и Специальное упоминание жюри на 7-м Международном фестивале GO SHORT в Неймегене (8-12 апреля, 2015, Голландия)

- Специальное упоминание жюри на 24-м Международном фестивале короткометражных фильмов в Аспене (8-12 апреля, 2015, США)

- 3-й приз на Международном кино и видео фестивале в городе Атенс (3-9 апреля, Огайо, США, 2015)

- Гран-При "Золотой Кукер" на 6-м  Международном фестивале анимационных фильмов "Золотой Кукер" в Софии (4-10 мая, 2015, Болгария)

- Приз "Выбор Публики"  на Международном Анимационном Фестивале Нортвест в Портланде (4-10 мая, 2015, Орегон, США)

- Премия Джузеппе Маестри за лучший анимационный фильм на Международном фестивале короткометражных фильмов Corti da Sogni 2015 в г. Равенна (13-16 мая, Италия)

- Приз за лучший анимационный фильм на 8-м Международном  фестивале короткометражных фильмов в Понте-Сан-Николо (13 -16 мая, 2015, Италия) С формулировкой: "За возможность прикоснуться к важной теме через повествование тона. Повествования, структурированного по уровням чтения, и графический язык, который в состоянии удовлетворить детей и взрослых".

- Приз KingBonn за лучший анимационный фильм на 6-м Международном фестивале короткометражных фильмов в Шенчжене (12-18 мая, 2015, Китай)

- Специальный приз жюри и Приз публики на 19-м международном фестивале анимации SICAF'2015 в Сеуле (23-28 мая, Южная Корея)

- Специальное упоминание жюри и Специальный приз студенческого жюри за лучший фильм в конкурсе на 55-м Международном Кинофестивале в Кракове (31 мая - 26 июня, 2015, Польша)

- Гран-При на 25-м Международном фестивале анимационных фильмов АНИМАФЕСТ в Загребе (9-14 июня, 2015, Хорватия) С формулировкой: "Это обманчиво простая, классическая история, в которой через визуальное мастерство раскрываются нюансы и детали эволюции глубокой дружбы, пострадавшей от утраты".

- Гран-При плюс Приз Детского жюри на 39-м Международном фестивале анимационных фильмов в г. Анси (15-21 июня, 2015, Франция)

- Гран-При на 8-м Международном фестивале анимационных фильмов Fest Anca 2015 в г. Зилина (24-28 июня, 2015, Словакия)

- Приз жюри за лучшую анимационную технику на Anima Mundi 2015 - 23-м Международном фестивале анимационных фильмов в г. Рио-де-Жанейро  (10-15 июля, 2015, Бразилия)

- Приз за Лучший Короткометражный Анимационный фильм и Приз публики  на 9-м Международном кинофестивале "Kratkofil Plus" в Баня-Луке (22-25 июля, 2015, Босния и Герцеговина)

- 2-й приз на 10-м Международном фестивале короткометражных фильмов в Марчиана-Марина на острове Эльба (29 июля - 1 августа, 2015, Италия)

- Специальный приз жюри за достижения в анимации на 8-м Международном кинофестивале Сан Жоакин в Стоктоне (1-2 августа, 2015, Калифорния, США)

- Приз за Лучший Короткометражный Анимационный фильм на 54-м Международном фестивале в Мельбурне (30 июля - 16 августа, 2015, Австралия)

- Гран-При за лучший анимационный фильм на 19-м Международном кинофестивале в Провиденсе в штате Род-Айленд (4-9 августа, 2015, США)

- Приз "Золотой Дельфин" за Лучший Фильм на 8-м Международном фестивале анимации в г. Сямынь (21 августа - 24 августа, 2015, Китай)

- Главный приз за лучший анимационный фильм плюс Приз публики на Международном фестивале анимационных фильмов АНИБАР (20-26 августа, 2015, Косово)

- Гран-При на X Международном фестивале анимации и медиа-искусства Линолеум 2015 в г. Киев (1-4 сентября, 2015, Украина)

- Приз за лучший короткометражный фильм на 11-м Международном  фестивале анимационных фильмов в Варне (9 -13 сентября, 2015, Болгария)

- Приз публики на Международном Анимационном Фестивале АНИМА 2015 в Кордове (10-12 сентября, 2015, Кордова, Аргентина)

- Специальное упоминание жюри на 9-м Международном фестивале короткометражных фильмов в Панаме (10-16 сентября, 2015, Панама)

- Специальный приз жюри имени Александра Татарского "Пластилиновая ворона" за высший пилотаж на 22-м Международном Фестивале Анимационных фильмов КРОК, Москва-Санкт-Петербург (20-27 сентября, 2015, Россия)

- Гран-При  на 12-м Международном фестивале анимации и цифровых искусств в Пекине (24сентября-2 октября, 2015, Китай)

- Приз Кентавр за лучший анимационный фильм на 25-м Международном фестивале игровых, документальных и анимационных фильмов "Послание к человеку" в Санкт Петербурге (26 сентября - 3 октября, 2015, Россия)

- Приз "ЛУМИНОР" за лучший анимационный фильм на 12-м Международном  кинофестивале Sedicicorto в Форли (8 -17 октября, 2015, Италия)

- Приз за лучший анимационный фильм на 2-м Международном  кинофестивале Кейп Код в Бостоне (8 -18 октября, 2015, США)

- Специальный Приз Жюри за анимацию плюс Приз публики на 26-м Ежегодном Международном Кинофестивале в Новом Орлеане (14 - 22 октября, 2015, США)

- Приз за лучший анимационный фильм на Международном  фестивале анимационных фильмов 'СПАРК' в Ванкувере (21 -25 октября, 2015, Канада)

- Приз публики Амстердама на Амстердамском Международном Анимационном Фестивале КЛИК! (27 октября - 1 ноября, 2015, Нидерланды)

- Приз за лучший анимационный фильм на Международном Фестивале Короткометражных Фильмов в г. Гаосюн (23 - 31 октября, 2015, Тайвань)

- Приз за лучший короткометражный анимационный фильм плюс Приз публики на 7-м Международном Фестивале анимационных фильмов и Комиксов "РеАнимания" в Ереване (28 октября - 2 ноября, 2015, Армения)

- Приз публики на 9-м Международном кинофестивале немого кино ЧШШШ!  в Загребе (5 - 7 ноября, 2015, Хорватия)

- Приз за лучший короткометражный фильм на 1-м Международном Кинофестивале Сине де Леон в Гуанахуато (3 - 9 ноября, 2015, Мексика)

- Главный приз "Золотой Кирпич" на Международном Фестивале Анимации "Анимакс Скопье Фест" в г. Скопье (5 - 8 ноября, 2015, Македония)

- Лучшая Анимационная Драма на Международном Фестивале Анимации, комиксов и игр - ЭПИК 2015  в г. Олбани в Калифорнии (7 - 8 ноября, 2015, США)

- Приз за лучший Российский Фильм на 11-м Международном Фестивале Фильмов для детей и юношества "Ролан" в Ереване (7 - 11 ноября, 2015, Армения)

- Гран-При на 13-м Международном Фестивале Анимационных Искусств  "Мультивидение" в Санкт-Петербурге (24 октября -22 ноября, 2015, Россия)

- Приз публики на 24-м Международном Фестивале Короткометражных Фильмов в Тулузе (18 - 22 ноября, 2015, Франция)

- Специальный Упоминание Жюри на 36-м Международном Фестивале Короткометражных Фильмов в Виллербане (13 - 22 ноября, 2015, Франция)

- Приз  за лучший фильм на Международном Фестивале короткометражных фильмов "Энкарзин" в г. Золла (23 - 28 ноября, 2015, Испания)

- Приз детского жюри на 33-м Международном Фестивале Фильмов для детей и юношества  в г. Познань (29 ноября - 6 декабря, 2015, Польша)

- Первая Премия в категории анимационных фильмов на 7-ом Международном Конкурсе короткометражных фильмов Роберто Ди Кьяра Флоренсио Варела в г. Буэнос-Айрес (ноябрь, 2015, Аргентина)

- Приз за Режиссуру на осенней сессии Кинонаград в Северной Каролине в г. Роли (North Carolina Film Award, 2015, США)

- Специальное упоминание жюри на 10-м Международном Фестивале Короткометражных фильмов в Белостоке (2 - 6 декабря, 2015, Польша)

- Второй приз на 13-м Международном фестивале короткометражного кино и анимации в г. Манчестер (22 - 28 февраля, 2016, Англия)

- Номинация на Оскар, 88-я церемония, Беверли Хилз, Калифорния (28 февраля, 2016, США)

- Приз публики на 28-м Международном Фестивале Короткометражных фильмов 'Минимален' в г. Тронхейм (27- 31 января, 2016, Норвегия)

- Приз за лучший короткометражный фильм на XVIII Европейском фестивале короткометражных фильмов 'FEC Festival' в г. Реус  (9 - 13 марта, 2016, Испания)

- Награда за особые заслуги на 4-м Ежегодном Фестивале 'немого' кино в г. Манкейто, Миннесота  (17 - 19 марта, 2016, США)

- Почетное Упоминание Жюри на 11-м Международном кинофестивале в г. Омаха, Небраска (8 - 13 марта, 2016, США)

- Приз "Белый Слон", Российской гильдии киноведов и кинокритиков, 25 марта 2016, Москва

- Специальное упоминание жюри на 15-м Международном Фестивале Анимационных Фильмов в г. Мекнес (25 - 30 марта, 2016, Марокко)

- Гран-При 'Best of Show' на Кинофестивале "ИМАДЖО" 2016 в г. Элгин, Иллинойс (29 марта - 2 апреля, 2016, США)

- Приз за лучший анимационный фильм на 17-м Международном  Кинофестивале "Кроссроудс" ("Перекрестки") в г. Мадисон, Висконсин  (31 марта - 3 апреля, 2016, США)

- Приз за лучший нарративный короткометражный фильм на 3-м Международном Кинофестивале 'Сильвер Спринз' в г. Окала, Флорида (4 - 10 апреля, 2016, США)

- Приз за лучший короткометражный анимационный фильм на 7-м Международном Кинофестивале "СКЕПТО" в г. Кальяри, Сардиния (13 - 16 апреля, 2016, Италия)

- "Почетное упоминание" анимационного жюри на Международном Кинофестивале 'RIVERRUN' в г. Уинстон-Сейлем (7 - 17 апреля, 2016, США)

- Приз 'ExAnDo-Award' за лучший анимационный фильм и "Специальное упоминание" детского жюри на Фестивале Короткометражных Фильмов 'Cellu I'art' в г. Йена (19 - 23 апреля, 2016, Германия)

- Специальный Приз за классическое рисованное кино на 6-м Международном Фестивале Анимационных фильмов "Animocje" в г. Быдгощ (18 - 24 апреля, 2016, Польша)

- Приз за лучший сценарий на 2-м Международном  Фестивале Короткометражных фильмов 'Sahar'2016 в г. Манчестер (23 - 30 апреля, 2016, Англия)

- Приз за лучший анимационный фильм на Международном Фестивале Кино и Музыки 'Scruffy City' 2016, в г. Ноксвилл, Теннесси (26 апреля - 1 мая, 2016, США)

- Гран-При  на Международном Фестивале Анимационных фильмов, Визуальных эффектов и Видео-игр Анимайо' 2016, остров Гран-Канария (3 - 7 мая, 2016, Испания)

- Приз Публики на 18-м Международном  Фестивале Анимационных фильмов  и Новых технологий "Футурэ Фильм Фестиваль" в г. Больнья (3 - 8 мая, 2016, Италия)

- "Специальное упоминание" на 5-м Международном Фестивале короткометражных фильмов в г. Прокупле (10 - 13 мая, 2016, Сербия)

- Специальный Приз "Ирвос Эворд"  на 10-м Международном  Фестивале Короткометражных фильмов 'SorsiCorti' (Маленькие глотки) в г. Палермо, о. Сицилия (май, 2016, Италия)

- Первый Приз "Premio L'ANELO DEBOLE " в категории короткометражных фильмов на 10-м Международном  Фестивале "Capodarco L'ALTRO  Festival", в г. Каподарко (Марке) (19 - 26 июня, 2016, Италия)

- Диплом за звук на 5-м Международном Фестивале короткометражных фильмов в Барселоне (4-е июля, 2016, Испания)

- Приз "Циркулярная пила" за лучший короткометражный анимационный фильм  на 10-м Международном  Фестивале фильмов в жанре фантастики и ужасов "CRYPTSHOW" в Бадалоне (6 - 10 июля, 2016, Испания)

- Почетное упоминание - статуэтка "Черепаха де Сакс" на 10-м Международном Фестивале короткометражных фильмов "De CINE de SAX" в г. Аликанте (1 - 29 июля, 2016, Испания)

- Приз Публики на Международном Кинофестивале "ТОКО" в г. Сала-Консилина (30 - 31 июля, 2016, Италия)

- Приз Публики на 5-м Международном Фестивале короткометражных фильмов "Corto Di Sera" (Короткий вечер) на Сицилии (8 - 16 августа, 2016, Италия)

- Приз за лучший сценарий на 12-м Международном Фестивале короткометражных фильмов "БУШО" в Будапеште (30 августа - 4 сентября, 2016, Венгрия)

- Приз за лучший короткометражный анимационный фильм плюс Приз публики на 17-м Ежегодном Международном Фестивале Фильмов и муз. фильмов в г. Сакраменто в Калифорнии (6 - 11 сентября, 2016, США)

- Специальное упоминание за лучший 2D фильм на 6-м Международном Фестивале короткометражных анимационных фильмов 'КАРТОН' (2 - 12 сентября, 2016, Испания)

- Первый приз на Международном Фестивале короткометражных фильмов  "Shnit", Москва (5 - 16 октября, 2016, Москва - Нью-Йорк)

- Специальное упоминание на 4-м Международном Фестивале короткометражных фильмов 'OUT of BONDS' в г. Мольфетта (2 - 8 октября, 2016, Италия)

- Приз Публики на 15-м Международном Фестивале короткометражных фильмов "Магма" в г. Ачиреале на Сицилии (24 - 26 ноября, 2016, Италия)

- Приз за лучший анимационный фильм на 5-м международном фестивале короткометражных фильмов "Премия Стефано Контеса" в г. Мандурия  (22-24 августа, 2017, Италия)

- Номинация на Golden Eagle Award